# Mikko Aarni
Mikko Aarni, född den 31 maj 1981, är en finländsk bandyspelare och forward som sedan 2006 spelar för Sandvikens AIK. Han har tidigare spelat i Tornio PV (moderklubb, 1997–2004) och Kalix Bandy (2004–2006).
Han har varit finsk mästare tre gånger med Tornio PV och har även varit med och vunnit ett VM-guld 2004.